# Incendie de la montagne de la Table
L'incendie de la montagne de la Table est un incendie majeur qui a frappé Le Cap, en Afrique du Sud, le 18 avril 2021. Il a commencé sur les pentes de la montagne de la Table et a détruit partiellement ou totalement la bibliothèque Jagger, le moulin de Mostert et le restaurant du Rhodes Memorial,.

## Chronologie
L'incendie s'est déclaré le matin du 18 avril 2021. Les pompiers ont été alertés à 8 h 45 SAST (6 h 45 UTC),. Il est supposé qu'il s'agit d'un feu de forêt, peut-être déclenché par un vagabond qui vivait sur la montagne puis laissé sans surveillance. Le feu s'est rapidement propagé à travers les vieux pins et les gravats et a généré son propre vent, se propageant à travers le parc national de la montagne de la Table et descendant vers le campus universitaire et la ville. L'alerte de danger d'incendie était extrême pendant la journée, avec une température élevée et une faible humidité.
Au départ, la fumée et les courants de vent résultant de l'incendie ont empêché le déploiement d'un appui aérien de lutte contre les incendies. Plus tard, plus de 100 pompiers ont été impliqués dans la lutte contre l'incendie et quatre hélicoptères ont été utilisés pour verser de l'eau dans le feu de forêt,.
Vers 14 h 10, les étudiants de l'université du Cap ont été évacués et des avis officiels ont été émis aux habitants de Rondebosch et de la région de la forêt Newlands du parc national de la montagne de la Table, également évacués,. À 16 h 5, SANParks a annoncé que le restaurant du Rhodes Memorial avait été détruit dans l'incendie. La route M3 a également été fermée, le feu se propageant de l'autre côté.

## Impacts

### Restaurant du Rhodes Memorial
Le feu a brûlé le restaurant et salon de thé du Rhodes Memorial tout en épargnant le monument lui-même.

### Université du Cap

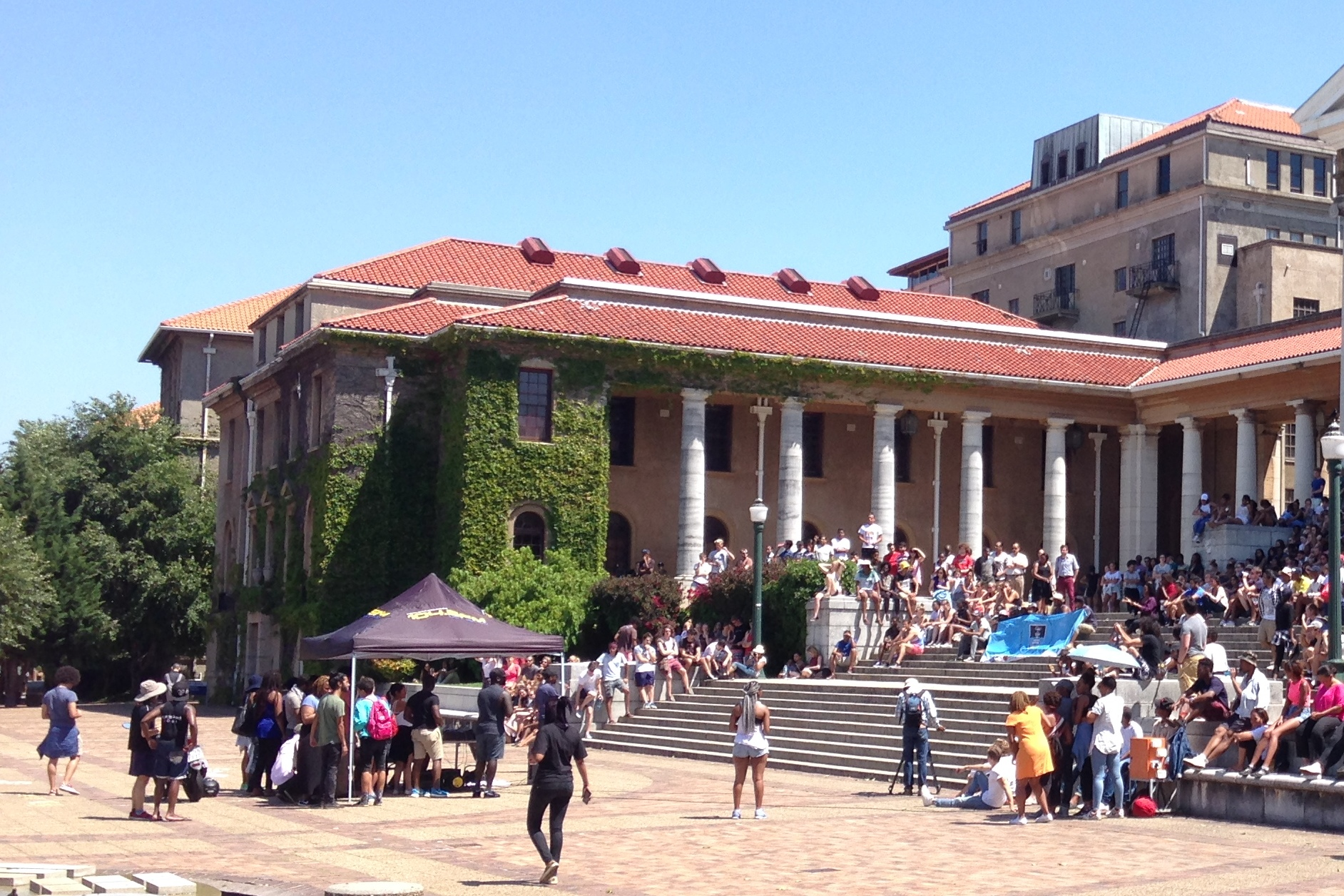
La bibliothèque Jagger de l'université du Cap en 2015.

Trois structures sur le campus de l'Université du Cape ont subi des dommages,. Le département des collections spéciales du système des bibliothèques UCT, hébergé dans la bibliothèque Jagger, fait partie de l'aile de recherche de la bibliothèque principale de l'UCT,,. Bien qu'un système de détection d'incendie ait empêché le feu d'atteindre le reste de la bibliothèque principale, la salle de lecture de la bibliothèque Jagger a été détruite par les flammes et certaines des rares collections du département des collections spéciales, qui contenait plus de 1300 collections et plus de 85000 livres. et d'autres objets, ont probablement été perdus,,,. Le vice-chancelier de l'UCT, Mamokgethi Phakeng, a suspendu toutes les activités universitaires pendant les deux jours suivants,.

### Moulin de Mostert
L'incendie a également endommagé le moulin de Mostert, le plus ancien moulin à vent en activité en Afrique du Sud, construit en 1796, ainsi que quatre chaumières situées à proximité derrière lui.